# Колаж
Колаж (фр. coller - лепити) је сликарска техника која подразумијева љепљење разних материјала на одабрану подлогу. На тој површини фиксирају се веома различити материјали. Обично је то папир, али се користе и тканине, жица, дрвца, лишће, новински папир, кесе, разни пластични дјелићи итд итд). Колаж је почео да се користи у кубизму почетком 20. вијека; Од тада су га користили представници различитих уметничких струјања и даље га развили (дадаизам, надреализам, футуризам, поп арт). Ширењем колажа настали су између осталог combine painting и асамблаж. Делимично елиминисање односно измене монтираних елемената доводи до деколажа.

### Значајни појавни облици током историје
Порекло ове технике може се пронаћи у прошлости, стотинама година удаљеној од 20. века, међутим њен повратак у 20. век уноси новину у дотадашњи свет уметности. Колаж техника је први пут употребљена у периоду открића папира у Кини, око 200 година пре нове ере. Примена ове технике није била нарочито заступљена  све до 10. века у ком се у оквиру калиграфије у Јапану почиње користити лепљен папир на чијој су површини писане поеме. Када је у питању Европа ова техника се појављује око 13. века. Примена златних листића којима су се облагале подлоге ради постизања ефекта позлаћеног, присутна је у готским катедралама у 15. и 16. веку. Драго камење и племенити метали су се почели примењивати у изради религиозних слика, икона и грбова. У 18. веку декупаж се може пронаћи у радовима Мари Делани, док је у 19. веку употреба ове технике у вези са израдом сувенира или пак књига (нпр. Ханс Кристијан Андерсен, Карл Шпицвег). Ова техника је такође примењивана у раним 1860. годинама у оквиру Викторијиних фотоколажа. Најпрепознатљивији облик техника добија од 1912. године у радовима Жоржа Брака и Пабла Пикаса, који осмишљавају термин колаж и чине ову технику препознатљивим обележјем модерне уметности.

### Колаж кроз различите уметничке правце
Колаж као техника појављује се у правцима као што су: кубизам, дадаизам, надреализам, апстрактни експресионизам, поп арт и савремена уметност. 

#### Кубизам
У оквиру кубизма настаје сам назив колаж који су осмислили творци и најзначајнији представници овог правца, већ споменути  шпански сликар Пабло Пикасо и француски сликар Жорж Брак. Сарадња између Пикаса и Брака почиње од 1907. када је Брак посетио Пикасов атеље и видео његово дело „Госпођице из Авињона“
Од 1909. године до 1914. године Пикасо и Брак заједно решавају проблеме све сложенијег уметничког изражавања кубизма. Достигнувши, ломљењем облика, границу апстракције од 1912. године Пикасо и Брак се окрећу реалности, не у непосредном приказивању стварности већ коришћењем одређених елемената као што су новинска хартија, комади тапета, дрвета, текстила и канапа. Експериментишући са обојеним и одштампаним комадима папира настају Пикасово дело „Мртва природа на плетеној столици“ и Браково дело под називом „Fruit Dish, and Glass“ које је пример технике папир коле (papier colle) која подразумева употребу само папира, док се колаж односи и на употребу других материјала.

#### Дадаизам
Колаж техника у оквиру дадаизма почиње се користити од 1920. године. Карактеристично обележје колаж технике у овом покрету је употреба материјала који раније нису имали толики значај, као што су  улазнице, исечци из часописа, омоти слаткиша, па чак и тродимензионалне ситнице.

#### Надреализам
Надреалисти колаж технику прилагођавају сопственим темама, ослањајући се на подсвест производе јединствену скупину од фотографија, илустрација, обојеног папира и боје. Примена колажа у дочаравању тема карактеристичних дадаизму изражена је у радовима Јозефа Корнела и Андреа Бретона.

### Декупаж и фотомонтажа као подврсте колажа

#### Декупаж
Декупаж је врста колажа која подразумева коришћење слике ради декорације неког предмета. Може укључивати додавање више копија исте слике, исечене или у слојевима нанете на одређену подлогу. Међу уметницима 20. века који су стварали употребом декупаж технике су Пабло Пикасо и Анри Матис.

#### Фотомонтажа
Фотомонтажа обухвата израду композитне фотографије исецањем и спајањем више других фотографија. Основа композитне слике је понекад фотографисана тако да подразумева додавање елемената других фотографија и финалном верзијом постиже се слично што и коришћењем софтвера за уређивање слика.
Колаж, најчешће поиман као визуелна уметност, нарочито примењиван у сликартву свој израз је пронашао и у архитектури, музици, илустрацији, филму или пак дизајну. Присутан је и у дигиталном облику.